# Plagiomnium affine
Plagiomnium affine là một loài Rêu trong họ Mniaceae. Loài này được (Blandow ex Funck) T.J. Kop. mô tả khoa học đầu tiên năm 1968.

## Hình ảnh

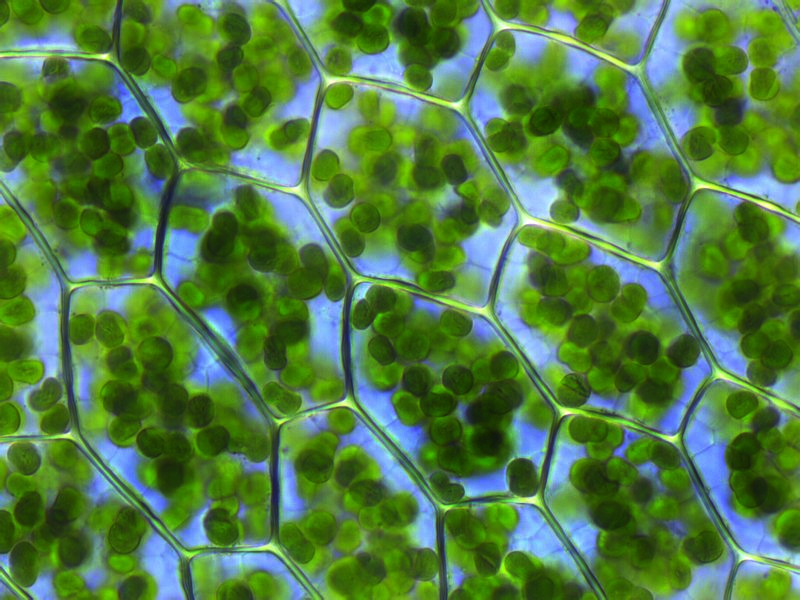
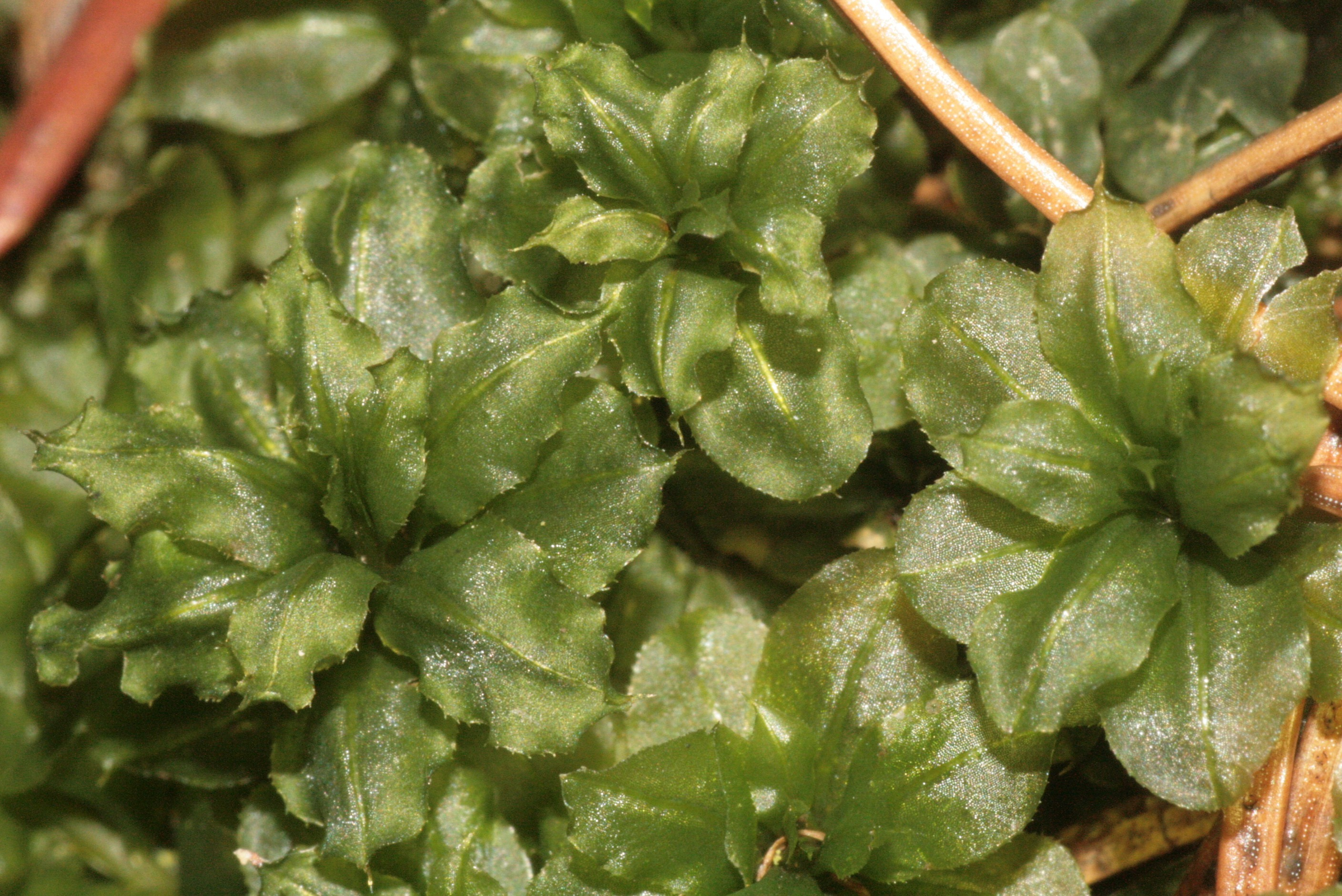
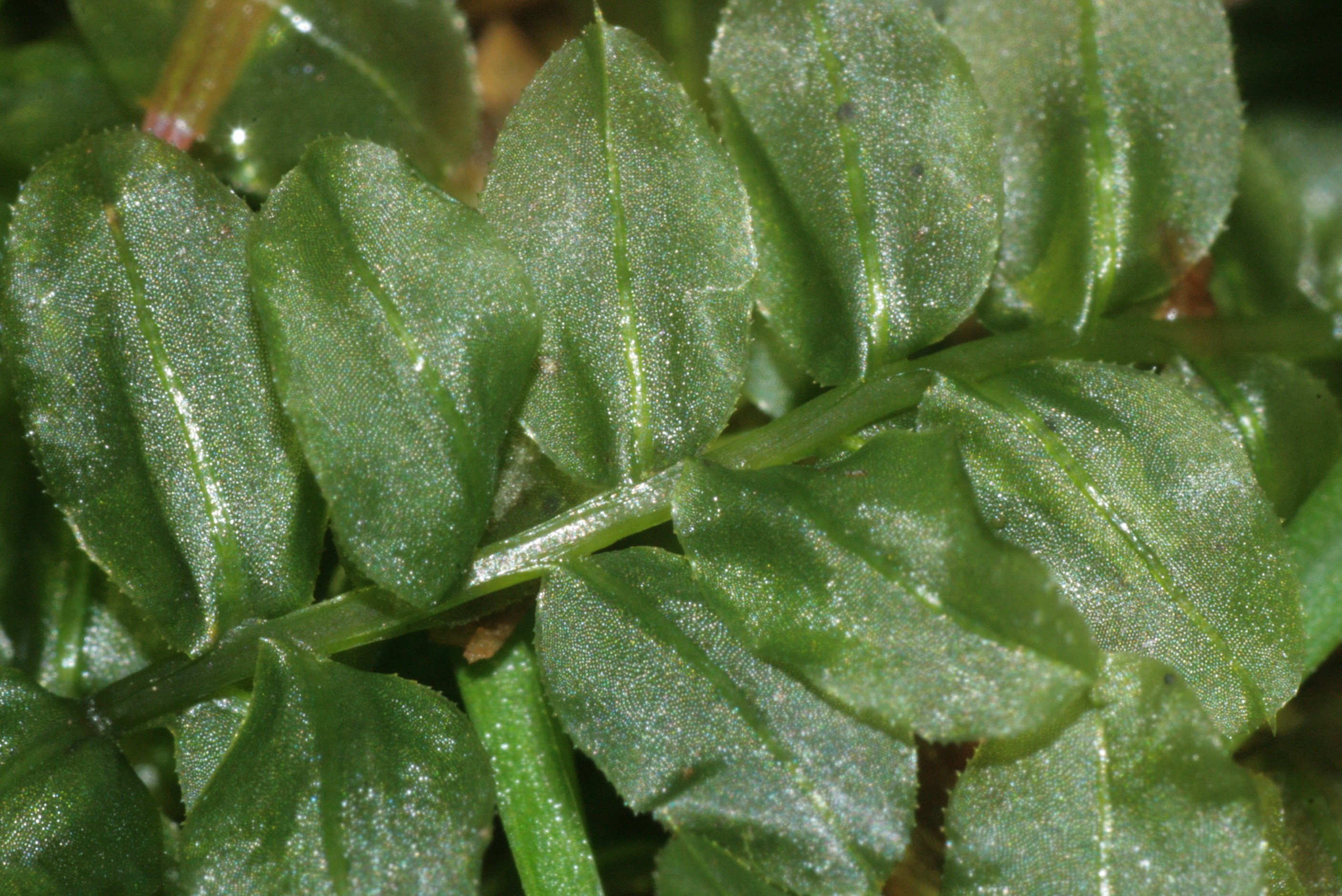
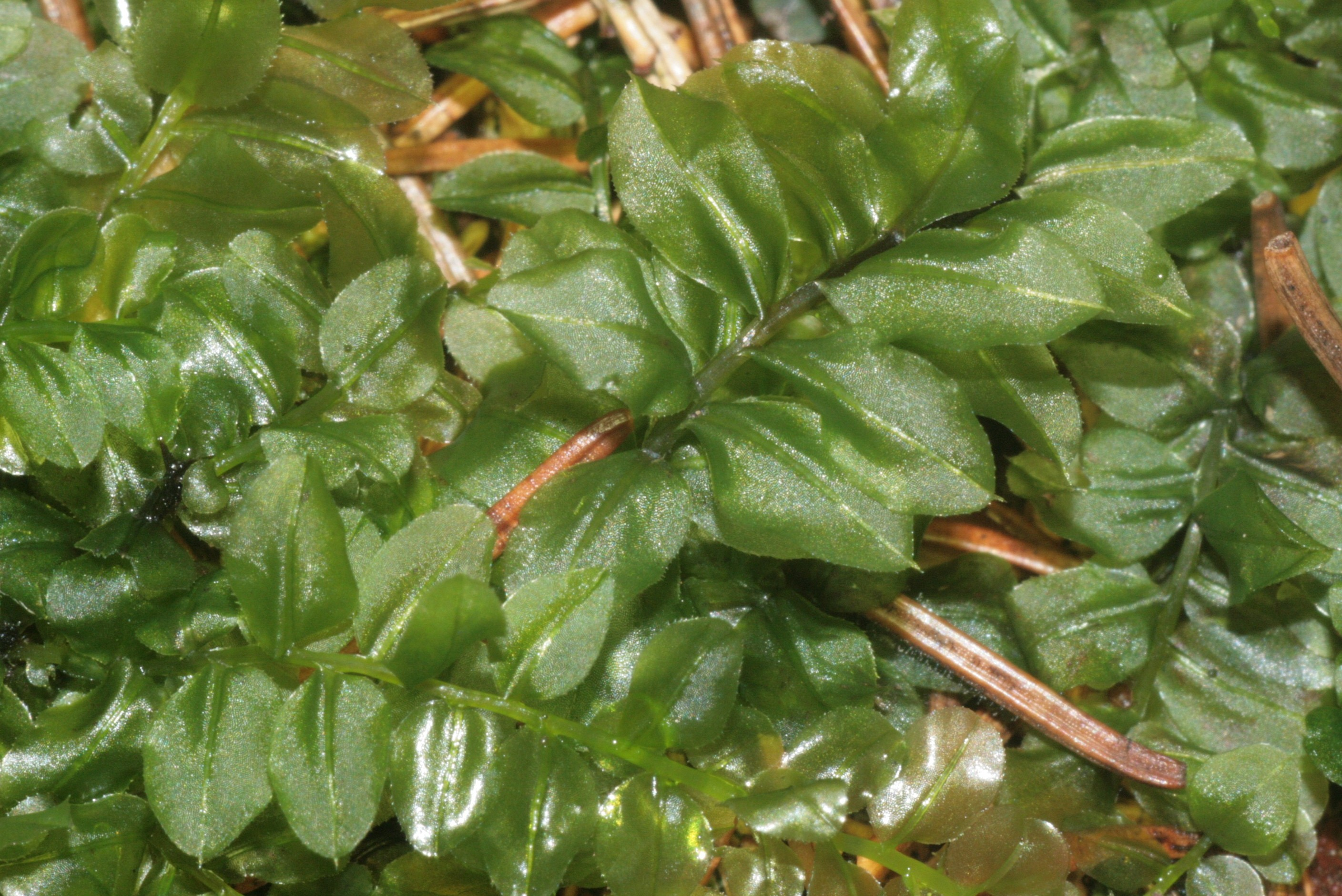